# Micropaschia orthogrammalis
Micropaschia orthogrammalis är en fjärilsart som beskrevs av George Francis Hampson 1906. Micropaschia orthogrammalis ingår i släktet Micropaschia och familjen mott. Inga underarter finns listade i Catalogue of Life.